# Hosmaeus
Hosmaeus is een kevergeslacht uit de familie van de boktorren (Cerambycidae). De wetenschappelijke naam van het geslacht werd voor het eerst geldig gepubliceerd in 2011 door Juhel.

## Soorten
Hosmaeus omvat de volgende soorten:
- Hosmaeus bjoernstadi Juhel, 2011
- Hosmaeus costatus Juhel, 2012